# Isabelle Schmutz
Isabelle Schmutz (ur. 12 lutego 1971) – szwajcarska judoczka. Dwukrotna olimpijka. Zajęła osiemnaste miejsce w Atlancie 1996; odpadła w pierwszej rundzie w Sydney 2000. Walczyła w wadze półlekkiej.
Piąta na mistrzostwach świata w 1997; uczestniczka zawodów w 1991, 1993, 1995, 1999 i 2001. Startowała w Pucharze Świata w latach 1990–1993 i 1995–2001. Srebrna medalistka mistrzostw Europy w 2001 i brązowa w 1998; piąta w 1993. Trzecia na akademickich MŚ w 1996 roku.

## Letnie Igrzyska Olimpijskie 1996
| Konkurencja | Eliminacje               | Klas. końcowa |
| Konkurencja | Przeciwnik I             | Miejsce       |
| ----------- | ------------------------ | ------------- |
| 52 kg       | Marina Kowrigina (RUS) P | 16.           |

## Letnie Igrzyska Olimpijskie 2000
| Konkurencja | Eliminacje             | Klas. końcowa |
| Konkurencja | Przeciwnik I           | Miejsce       |
| ----------- | ---------------------- | ------------- |
| 52 kg       | Salima Souakri (ALG) P | I runda       |